# Gangdui
Gangdui (kinesiska: 岗堆, 岗堆镇) är en köping i Kina. Den ligger i den autonoma regionen Tibet, i den sydvästra delen av landet, omkring 53 kilometer sydväst om regionhuvudstaden Lhasa. Antalet invånare är 6832. Befolkningen består av 3 470 kvinnor och 3 362 män. Barn under 15 år utgör 23,0 %, vuxna 15-64 år 69 %, och äldre över 65 år 6,0 %.
Genomsnittlig årsnederbörd är 772 millimeter. Den regnigaste månaden är juli, med i genomsnitt 235 mm nederbörd, och den torraste är januari, med 1 mm nederbörd.